# هانویل
هانویل (به انگلیسی: Huonville) یک شهرک در استرالیا است که در تاسمانی واقع شده‌است.